# Средна махала (Валовищко)
Средна махала или Орта махала (на гръцки: Μεσαία, Месеа, до 1927 година Ορτά Μαχαλέ, Орта махале, Ορτά Μαχαλά, Орта махала) е бивше село в Егейска Македония, в Гърция, разположено на територията на дем Синтика, област Централна Македония.

## География
Селото е било разположено на 310 m надморска височина в най-източните склонове на Беласица (Белес или Керкини), източно от днешната българо-гръцка граница.

## История
В края на XIX век селото е част от селата Юруклери в Петричка кааза, в които влизат и Горна махала (Дере махала) и Долна махала (Ашая махала). Трите села понякога са смятани за едно - Юрук махле, което е наричано и Тополник.
В „Етнография на вилаетите Адрианопол, Монастир и Салоника“, издадена в Константинопол в 1878 година и отразяваща статистиката на населението от 1873 година, Тополник (Topolnik) е посочена като село със 76 домакинства и 190 жители мюсюлмани.
Съгласно статистиката на Васил Кънчов („Македония. Етнография и статистика“) от 1900 година Срѣдня Махала е село в Петричка кааза с 390 жители, всички турци. Същевременно в Демирхисарска кааза Кънчов посочва и село Срѣдни Топалникъ с 450 жители турци.
След Балканските войни селото попада в Гърция. На 28 декември 1919 година е образувана община Дере махала, в която влизат Горна и Долна махала, юрушкото село Хан дере и българското село Тополница. В 20-те години по силата на Лозанския договор мюсюлманското му население е изселено в Турция и на негово място са настанени гърци бежанци.
Селото е евакуирано с военна заповед на 13 март 1941 година, малко преди германското нахлуване в Гърция, и населението се премества в други близки села или дори в други части на Гърция. След война не е възстановено, тъй като е гранично. Закрито е в 1961 година. Землището му е присъединено към Ветрен (Нео Петрици), където се изселват и основната част на жителите му.
| Година    | 1913 | 1920 | 1928 | 1940 | 1951 | 1961 | 1971 | 1981 | 1991 | 2001 | 2011 | 2021 |
| --------- | ---- | ---- | ---- | ---- | ---- | ---- | ---- | ---- | ---- | ---- | ---- | ---- |
| Население | 478  | 434  | 227  | 295  |      |      |      |      |      |      |      |      |